# Anaphes heterotomus
Anaphes heterotomus är en stekelart som först beskrevs av Mathot 1969.  Anaphes heterotomus ingår i släktet Anaphes och familjen dvärgsteklar. Inga underarter finns listade i Catalogue of Life.